# Mario de Miranda
Mario de Miranda (Milano, 1954) è un ingegnere italiano, specializzato in ponti e grandi strutture.

## Biografia
Laureatosi in ingegneria civile a Milano nel 1979 ha iniziato la sua attività professionale nello studio del padre Fabrizio nell'ambito delle costruzioni metalliche. L'ambito di attività si è poi esteso ai ponti in acciaio e alle strutture e dei ponti in cemento armato precompresso.
La sua attività ha coperto un po' tutte le categorie di ponti sia per il materiale impiegato, sia per la tipologia costruttiva, sia per il tipo di traffico (pedonale, stradale, ferroviario). Infatti tra le sue opere si trovano ponti a travata interamente metallica (es. ponte di Lavis a Trento), ponti a travata in sistema composto acciaio-calcestruzzo (es. viadotti Slizza e Vallone dell’autostrada Udine-Tarvisio), ponti ad arco in acciaio a via inferiore (es. ponte a Souk Ahras in Algeria o il ponte sul torrente San Bernardino a Verbania), ponti strallati con impalcato in acciaio (es. ponte pedonale  del Mare a Pescara, ponte strallato nel porto commerciale di Venezia ), in sistema composto acciaio-calcestruzzo (es. ponte sul rio Higuamo nella Repubblica Domenicana), in cemento armato precompresso a conci prefabbricati (es. ponte sul rio Guamá in Brasile), in cemento armato precompresso gettato in opera (es. ponte di Natal, in Brasile o il ponte Ayrton Senna a Rio de Janeiro in Brasile o il ponte strallato in Piemonte).
L’opera infrastrutturale più significativa, di cui è stato il responsabile delle attività di costruzione e montaggio degli impalcati, è stata il ponte sullo StoreBelt in Danimarca che consiste in due viadotti di accesso con campate di 194 m ed in un ponte sospeso con luce libera di 1624 m, che al momento della sua costruzione rappresentava la maggiore luce fino a quel momento realizzata.  
Nell'ambito dell’edilizia ha progettato opere importanti come gli Hangar ATI dell’aeroporto di Capodichino a Napoli, l’eliporto del Lingotto a Torino (progetto architettonico di Renzo Piano) per cui ha ricevuto il premio europeo ECCS (European Convention of Constructional Steelwork) nel 1997 o il Padiglione per la Fiera di Pordenone.
Nell'ambito universitario ha svolto attività di docenza dal 2006 al 2022 nel corso di Laurea Specialistica in Architettura-Costruzione presso lo IUAV di Venezia.
Ha pubblicato oltre settanta lavori su riviste nazionali e internazionali inerenti opere realizzate e nell'ambito della storia delle costruzioni.
Ha condiviso le sue esperienze professionali e le sue ricerche all’interno di diverse associazioni nazionali ed internazionali di ingegneria strutturale di cui è membro (AICAP, CTA, IABSE, ecc..).
Nel biennio 2016-2018 è stato Presidente del Collegio dei tecnici dell'acciaio . È Presidente del Comitato Tecnico di PIARC Italia – (World Road Association) sui Ponti e consulente del Consiglio superiore dei lavori pubblici  e membro del Gruppo di Lavoro per la redazione delle Linee Guida sulla sicurezza dei ponti esistenti. 
Nel 2021 ha ricevuto la Medaglia di Socio Onorario dell’AICAP in occasione degli ICD2020 (14-16 aprile 2021).

## Realizzazioni
- Ponte sospeso sullo Storebaelt in Danimarca, con campata centrale di 1624 m [18]
- Ponte strallato in cemento armato precompresso in Brasile sul rio Sergipe ad Aracajù, con campata di 200 m [19]
- Ponte strallato in cemento armato precompresso in Brasile sul rio Potengi a Natal, con campata centrale di 212 m [20]
- Ponte strallato in cemento armato precompresso in Brasile sul rio Oiapoque nell’Amapá, con campata di 240 m [21] [22] [23]
- Ponte strallato in cemento armato precompresso in Brasile sul rio Guamà a Belem, con campata centrale di 320 m [24]
- Ponte strallato in acciaio e cemento armato nella Repubblica Dominicana sul rio Higuamo a San Pedro di Macoris, con campata centrale di 390 m e lunghezza di 620 m [25]
- Ponte a travata in acciaio  a scavalco dell'autostrada A22 di Lavis (TN)  [26]
- Ponte strallato in acciaio a Pescara denominato “Il Ponte del Mare” [27]
- Ponte ad arco a via inferiore in acciaio  di Souk Ahras in Algeria [28]
- Ponte strallato in cemento armatro precompresso sulla Avenida Ayrton Senna a Rio de Janeiro in Brasile [29]
- Ponte strallato in acciaio di Curitiba in Brasile [30]
- Ponte strallato in cemento armato precompresso sul Rio Juruá in Brasile[31]
- Ponte strallato in acciaio e cemento armato sullo Shatt el Arab presso Bassora in Iraq [32]
- Viadotto stradale e ferroviario di 3.8 km sul mare comprendente un ponte strallato di 160+160 m di luce in cemento armato precompresso sullo Storström in Danimarca, attualmente in fase di costruzione [33]

## Pubblicazioni
- Un ponte stradale in curva a travata composta in Val di Fiemme con particolari caratteristiche il progetto per l'inserimento ambientale, in "Costruzioni Metalliche" n. 4/1993. (Coautore Fabrizio de Miranda)

- Il ponte strallato di Hamma Bouzianne, in Atti delle "Giornate Italiane della Costruzione in Acciaio", Venezia 26-28/9/2001, CTA Milano. (Coautore Fabrizio de Miranda)

- VOCE Ponti a struttura d'acciaio in Manuale di Ingegneria Civile Diretto da Filippo Rossi e Franco Salvi, vol. 2º, cap. VI, pp. P121-P186, Ed. Zanichelli/ESAC, Roma 2001. (Coautore Fabrizio de Miranda)
- I procedimenti costruttivi, cap. V in Ingegneria delle Strutture  volume primo, Basi della progettazione, a cura di Elio Giangreco, pp. 305–366, Ed. UTET, Torino 2002. (Coautore Fabrizio de Miranda)

- L'integrazione progettuale in alcune recenti realizzazioni dei ponti / Design Integration in Recent Bridge Construction. In: Rassegna, n. 79 (2003), pp. 52-58.

- Ponti strallati: aspetti progettuali e problematiche di durabilità, in: Strade e Autostrade , v. 13, n. 75 (2009), pag. 101.

- Strutture in acciaio in Italia dal ’50 al ’70: competizione, innovazione e grandi sfide in FrancoAngeli, Rivista TERRITORIO, Fascicolo 2013/67 pp. 72-77.

- Il ponte sospeso di Castagnetoli. In: Strade e Autostrade, v. 21, n. 124 (2017) , pp. 75-77. (Coautore Emanuele Maiorana)
- Il ponte strallato: soluzione strutturale e architettonica moderna, efficiente e durevole. In Lo Strutturista (2020)
- La progettazione del nuovo ponte Storstrøm: filosofia progettuale, concetti strutturali, progettazione fondamentale e metodi di costruzione innovativi. Presentato a: Simposio IABSE: Sfide per le strutture esistenti e in arrivo, Praga, Repubblica Ceca, 25-27 maggio 2022, pp. 686-693. (Coautori Luca Marinini, Rodrigo Affonso, Marta de Miranda)
- Long-span bridges. In Innovative Bridge Design Handbook Construction, Rehabilitation and Maintenance, 2022, Second Edition. pp. 463-507. - Editor A. Pipinato, Elsevier-H  ealth Sciences Division, ISBN 978-0-12-823550-8
- Percorsi dell’ingegneria italiana nel Novecento. In L’ingegneria italiana del Novecento. Scuole e protagonisti (pp. 42-62) a cura di Marzia Marandola, Marko Pogacnik, Collana: Quaderni della ricerca – IUAV, 2022, 332 pp., ISBN 9788857594705
- Steel and composite bridges. In Innovative Bridge Design Handbook Construction, Rehabilitation and Maintenance (2022) Second Edition. pp. 327-352. - Editor A. Pipinato, Elsevier-Health Sciences Division, ISBN 978-0-12-823550-8
- Grandi strutture sospese: più ampie le luci, meno prevedibili le difficoltà, in L’Ingegnere Italiano _383_Ponti, (2023) pp, 43-48

## Galleria d'immagini

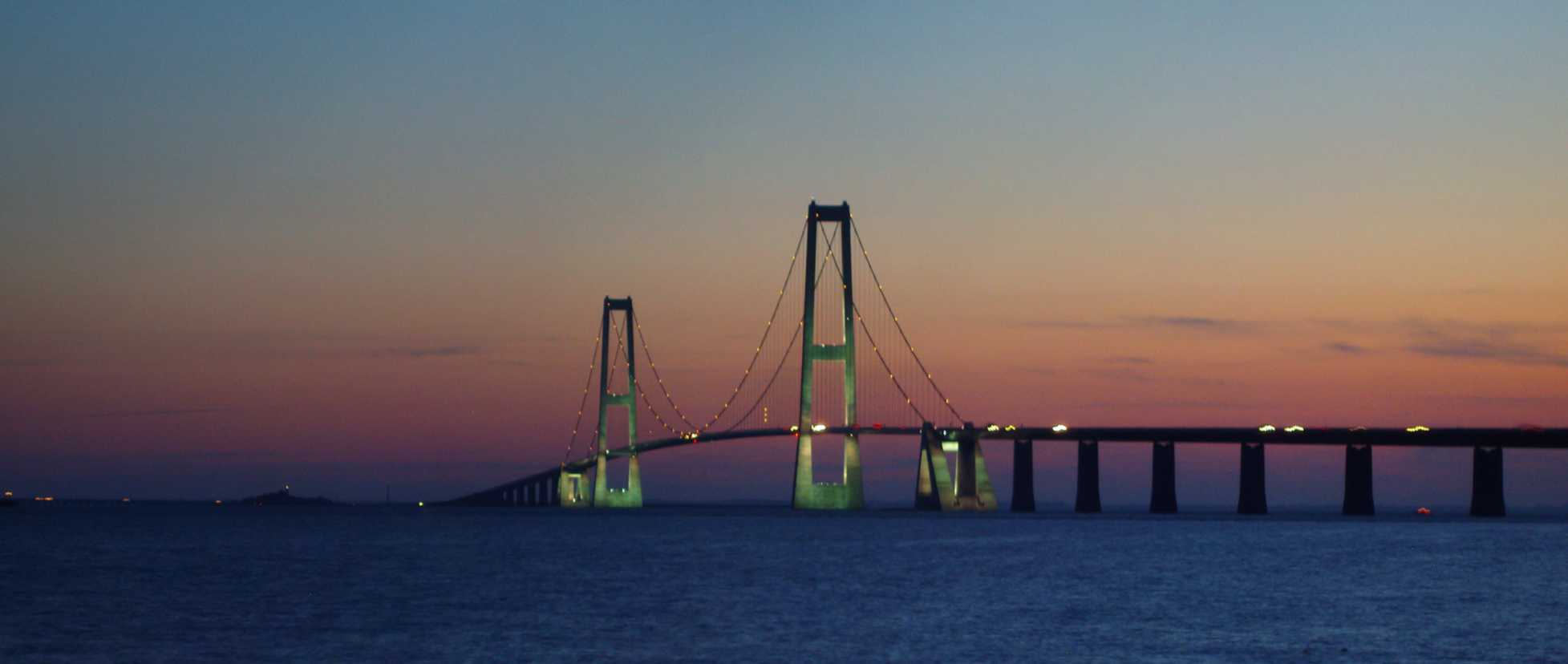
Ponte sullo StoreBaelt in Danimarca
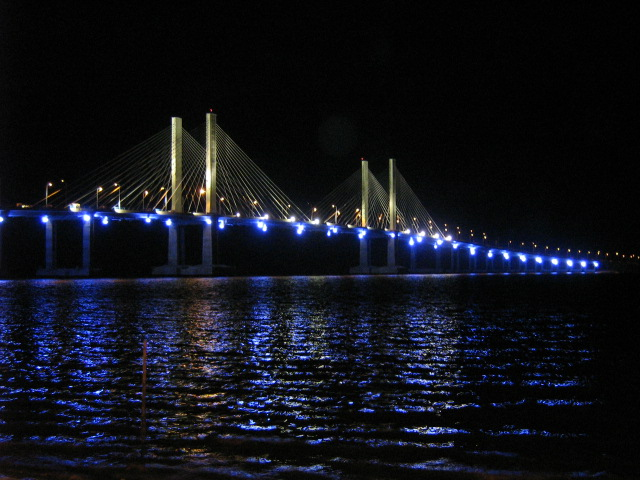
Ponte Aracaju in Brasile
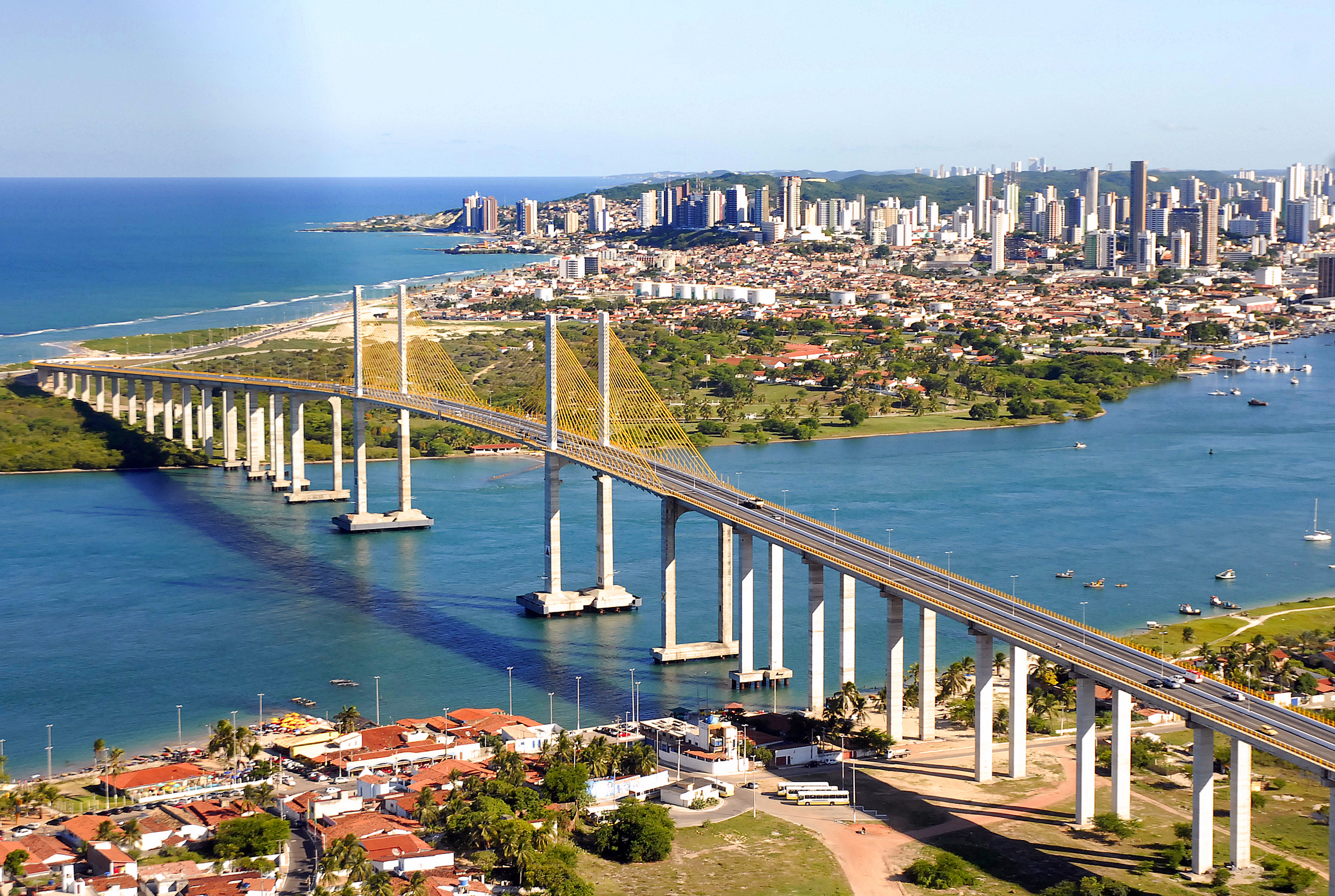
Ponte di Natal in Brasile
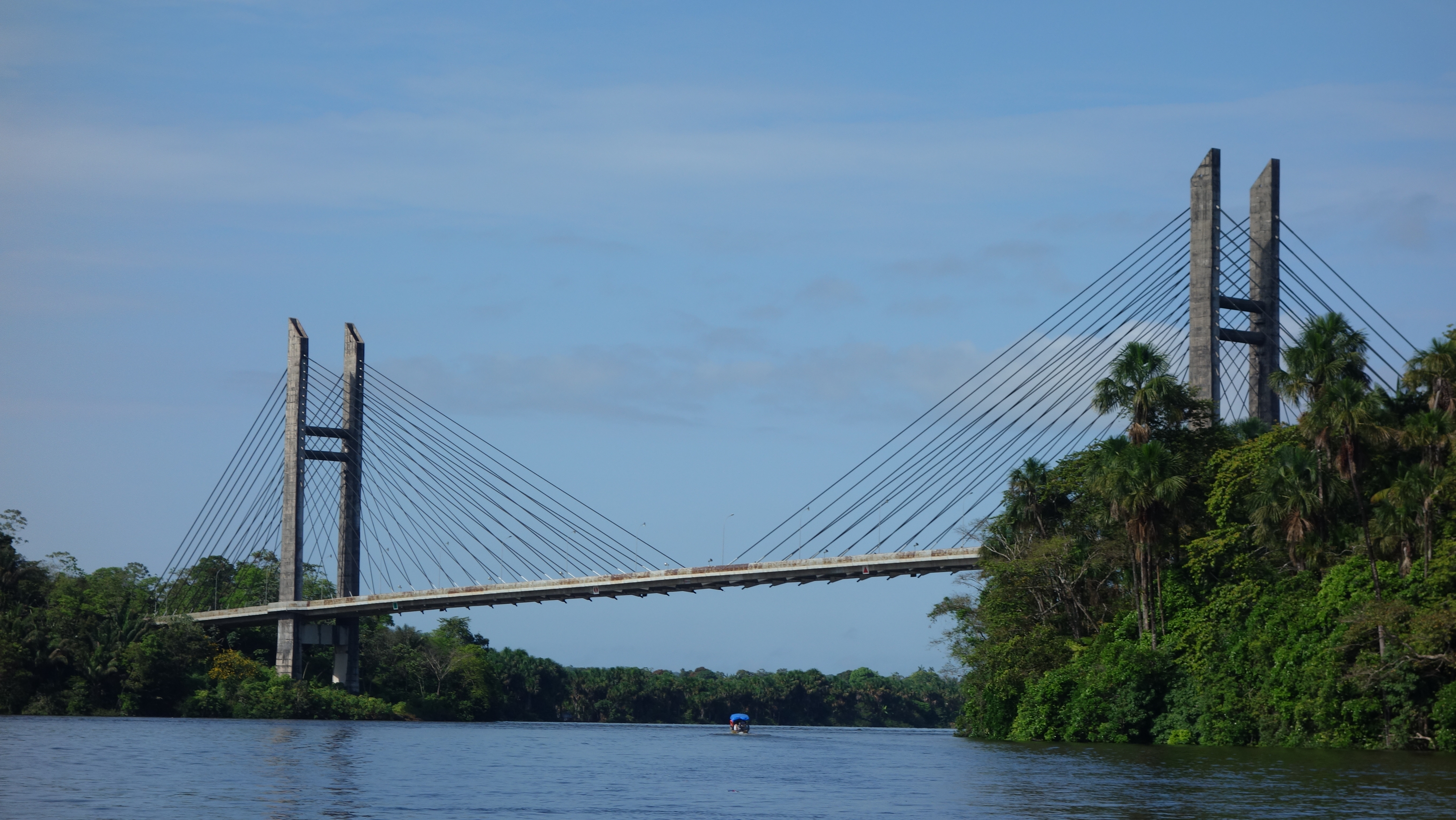
Ponte Oiapoque tra il Brasile e la Guyana Francese
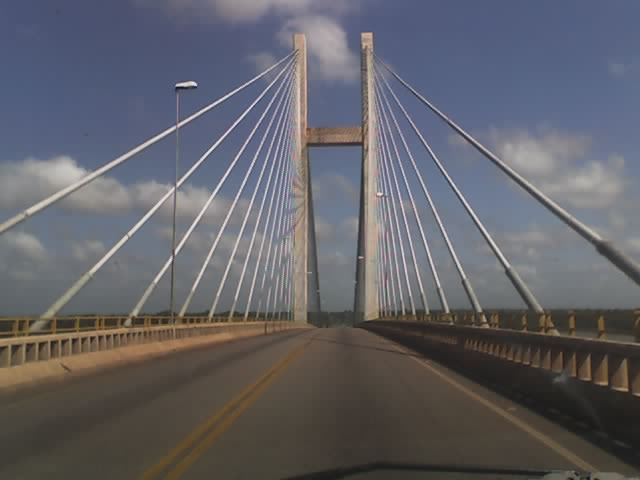
Ponte sul rio Guamà a Belem in Brasile
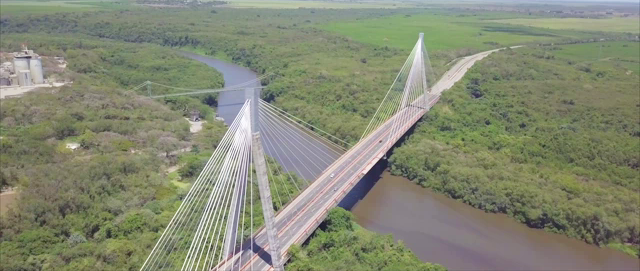
Ponte strallato in acciaio e cemento armato nella Repubblica Dominicana sul rio Higuamo a San Pedro di Macoris
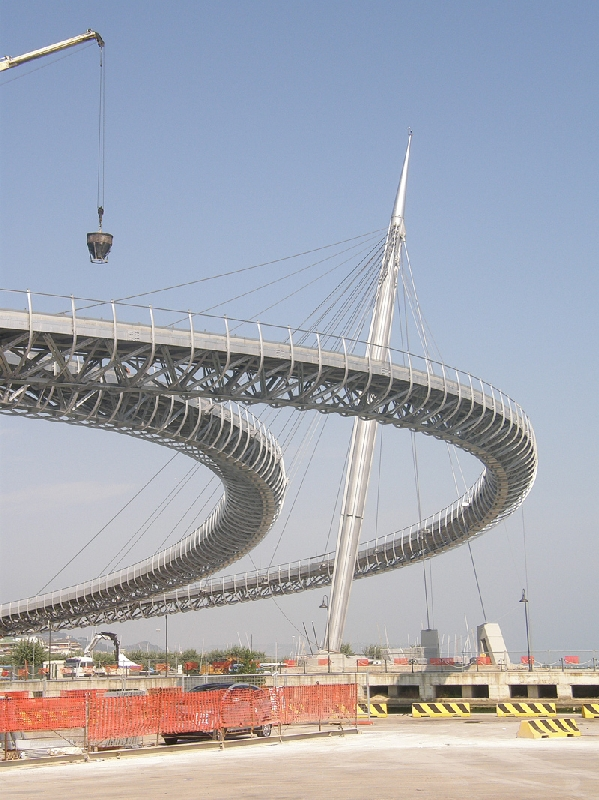
Ponte del Mare a Pescara
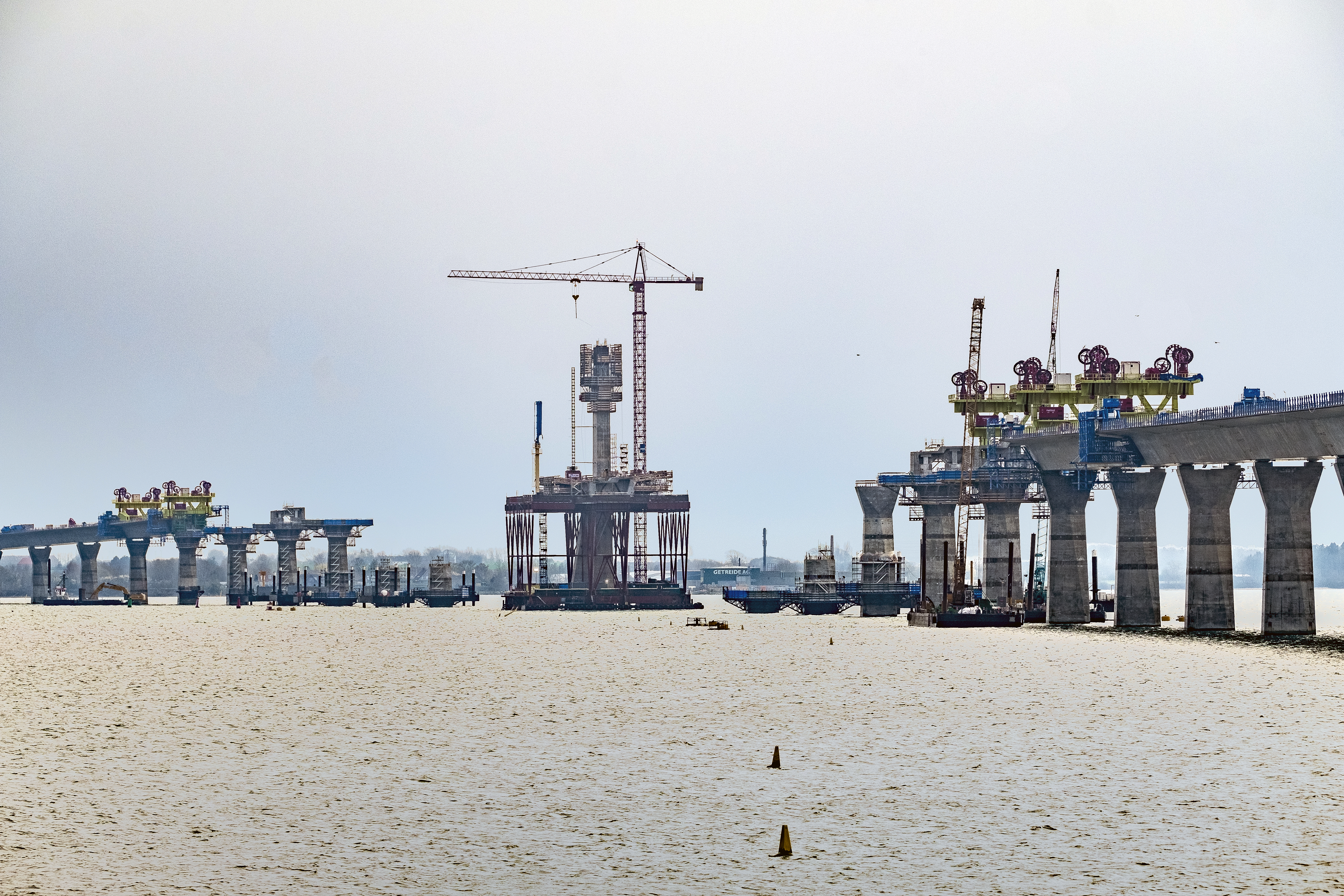
Ponte di 3.8 km sullo Storström in Danimarca, attualmente in fase di costruzione
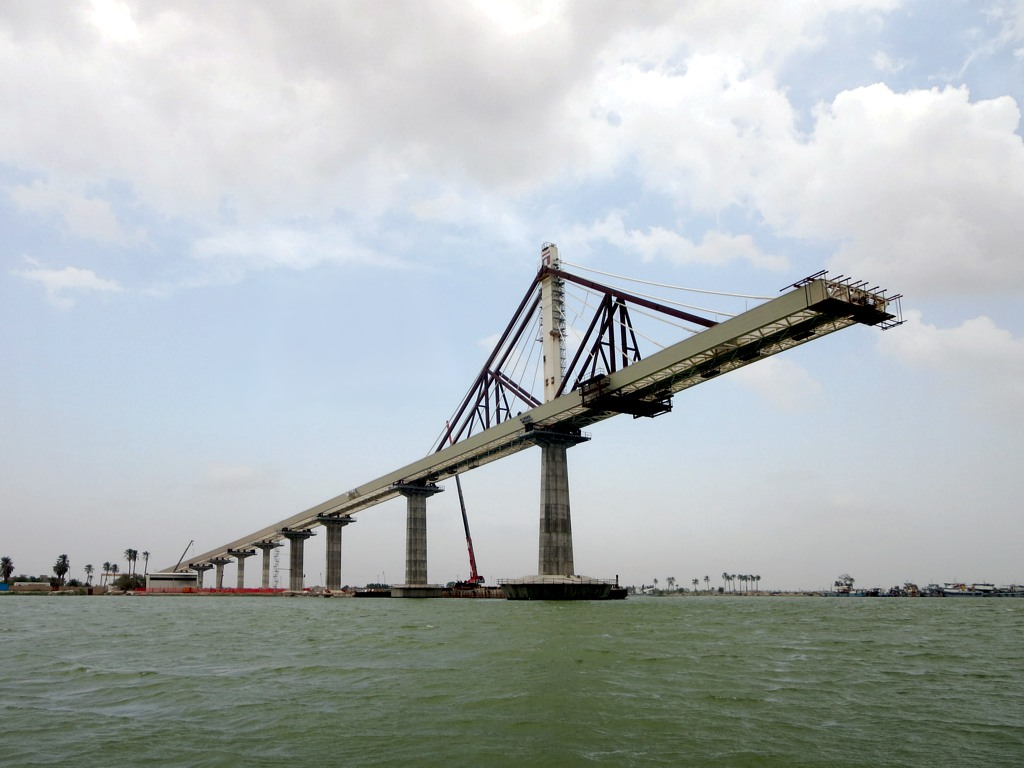
Ponte Shatt el Arab a Bassora in Iraq